# Henry Bruce, 1. Baron Aberdare

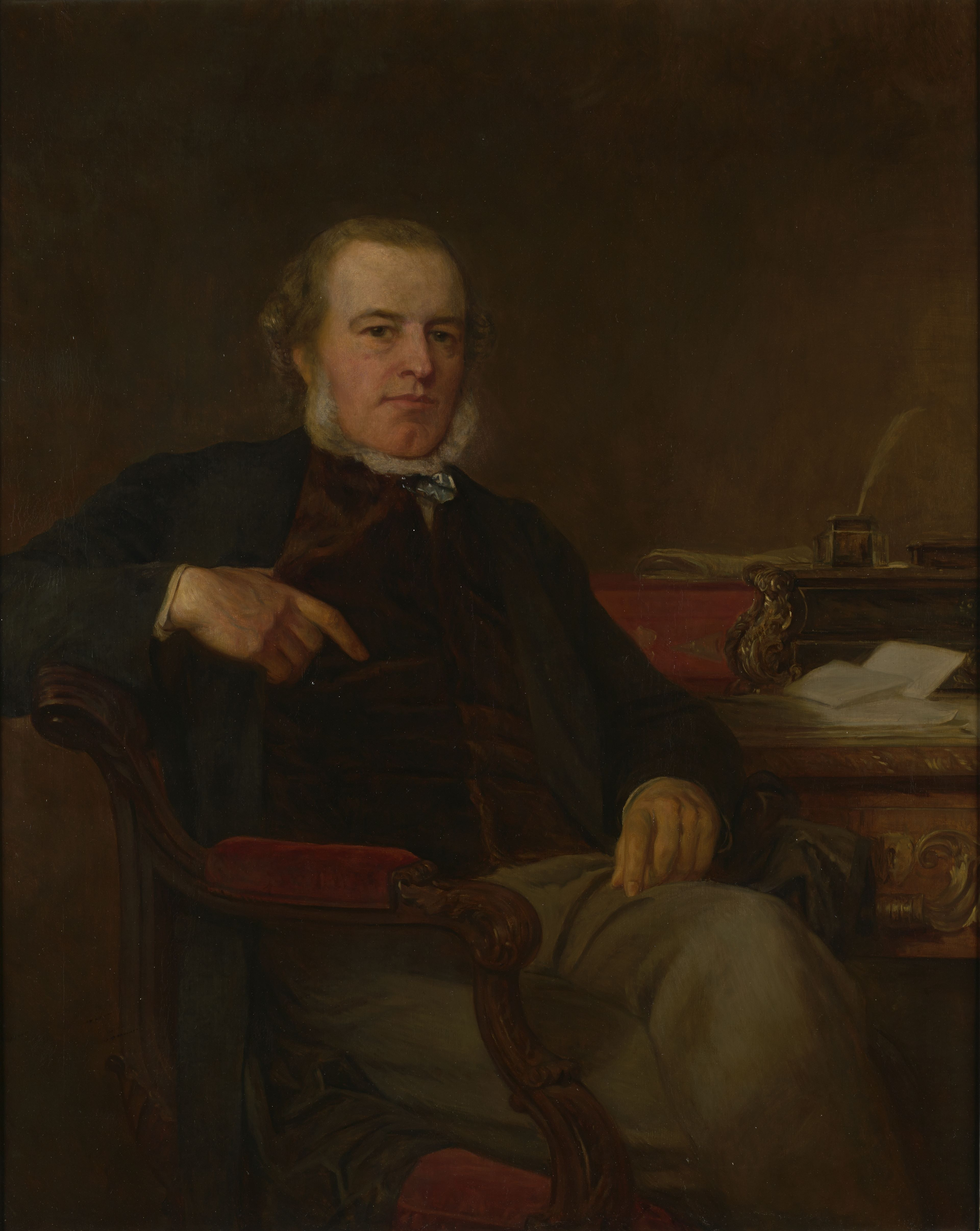
Henry Austin Bruce, 1. Baron Aberdare

Henry Austin Bruce, 1. Baron Aberdare GCB, PC, FRS (* 16. April 1815 in Duffryn, Aberdare, Glamorganshire; † 25. Februar 1895 in London) war ein britischer Staatsmann, der im späten 19. Jahrhundert in verschiedenen Funktionen an der Regierung beteiligt war. Zu den wichtigsten Ämtern, die er innehatte, zählten das Amt des Home Secretary sowie des Lord President of the Council.

## Hintergrund und Ausbildung
Henry Bruce war der Sohn von John Bruce, eines Landbesitzers in Glamorganshire, und seiner Frau Sarah, der Tochter des Reverend Hugh Williams Austin. John Bruces ursprünglicher Familienname war Knight, im Jahr 1805 nahm er aber den Namen seines Großvaters mütterlicherseits an, der High Sheriff in Glamorganshire gewesen war. Henry besuchte die Swansea Grammar School und wurde 1837 Barrister. Kurz nach Beginn seiner Tätigkeit brachte die Entdeckung von Kohle unterhalb Duffryns und auf weiteren Anwesen des Aberdare Valley die Familie zu großem Wohlstand.

## Politische Karriere

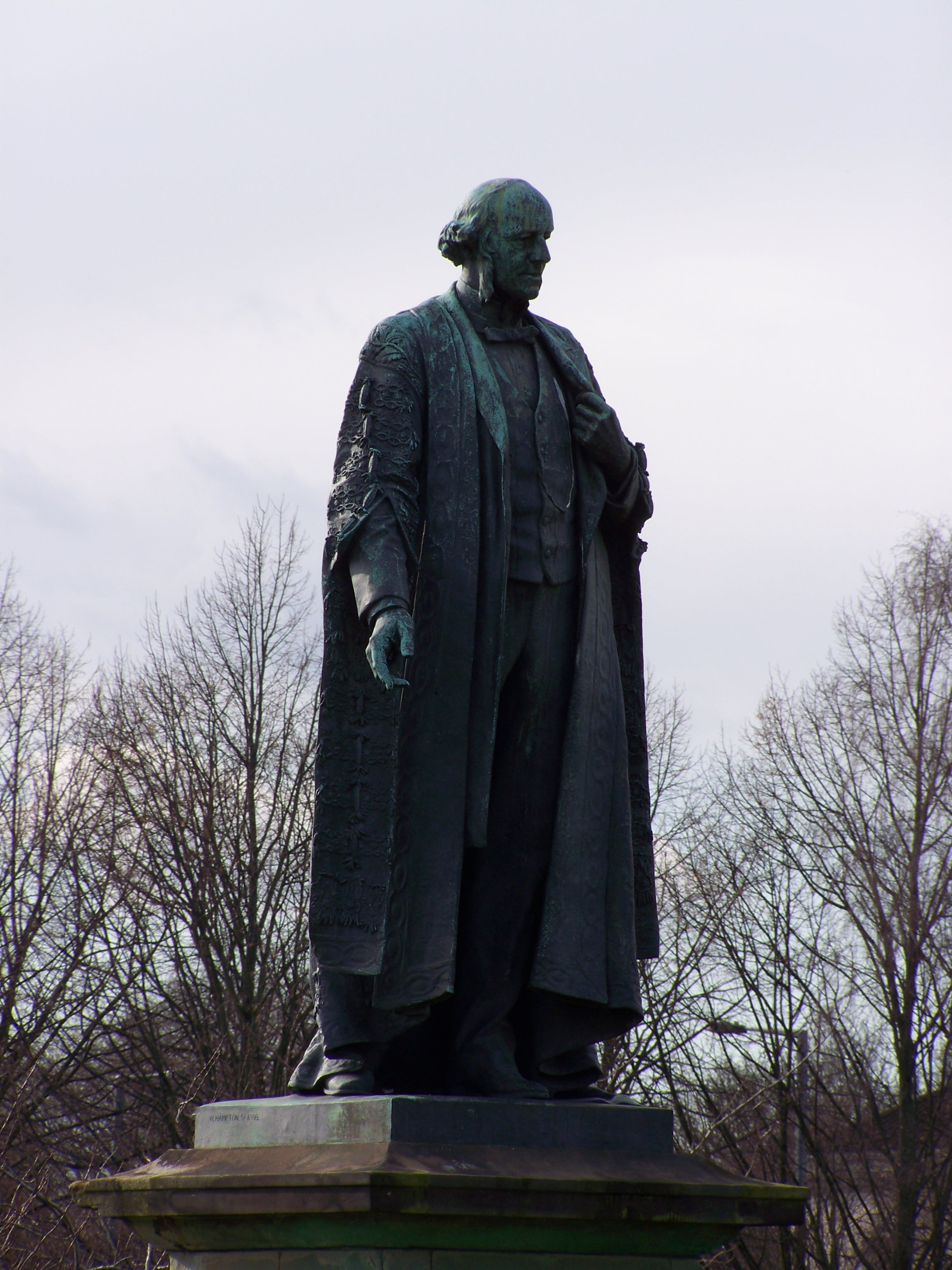
Statue von Henry Bruce, 1. Baron Aberdare, an der Cardiff University

Von 1847 bis 1854 war Bruce Stipendiary Magistrate für Merthyr Tydfil und Aberdare, gab diese Position aber 1854 auf, als er als Mitglied der Liberal Party für Merthyr Tydfil ins House of Commons einzog. Im gleichen Zeitraum begann er seine Tätigkeit im Management der Dowland Iron Company. 1862 wurde er Staatssekretär im Innenministerium; 1868, nachdem er seinen Sitz für Merthyr Tydfil verloren hatte, aber für Renfrewshire gewählt worden war, wurde er von William Ewart Gladstone zum Innenminister ernannt. In der Zeit seiner Amtsführung fiel eine Reform des Lizenzrechts, er war unter anderem verantwortlich für das Lizenzgesetz von 1872, welches dem Magistrat die Hoheit über das Lizenzwesen zusprach. 1873 gab er auf Wunsch Gladstones das Innenministerium auf, um die Aufgaben des Lord President of the Council zu übernehmen, fast zeitgleich wurde er als Baron Aberdare, of Duffryn in the County of Glamorgan, zum Peer erhoben.

## Öffentliche Karriere nach 1874

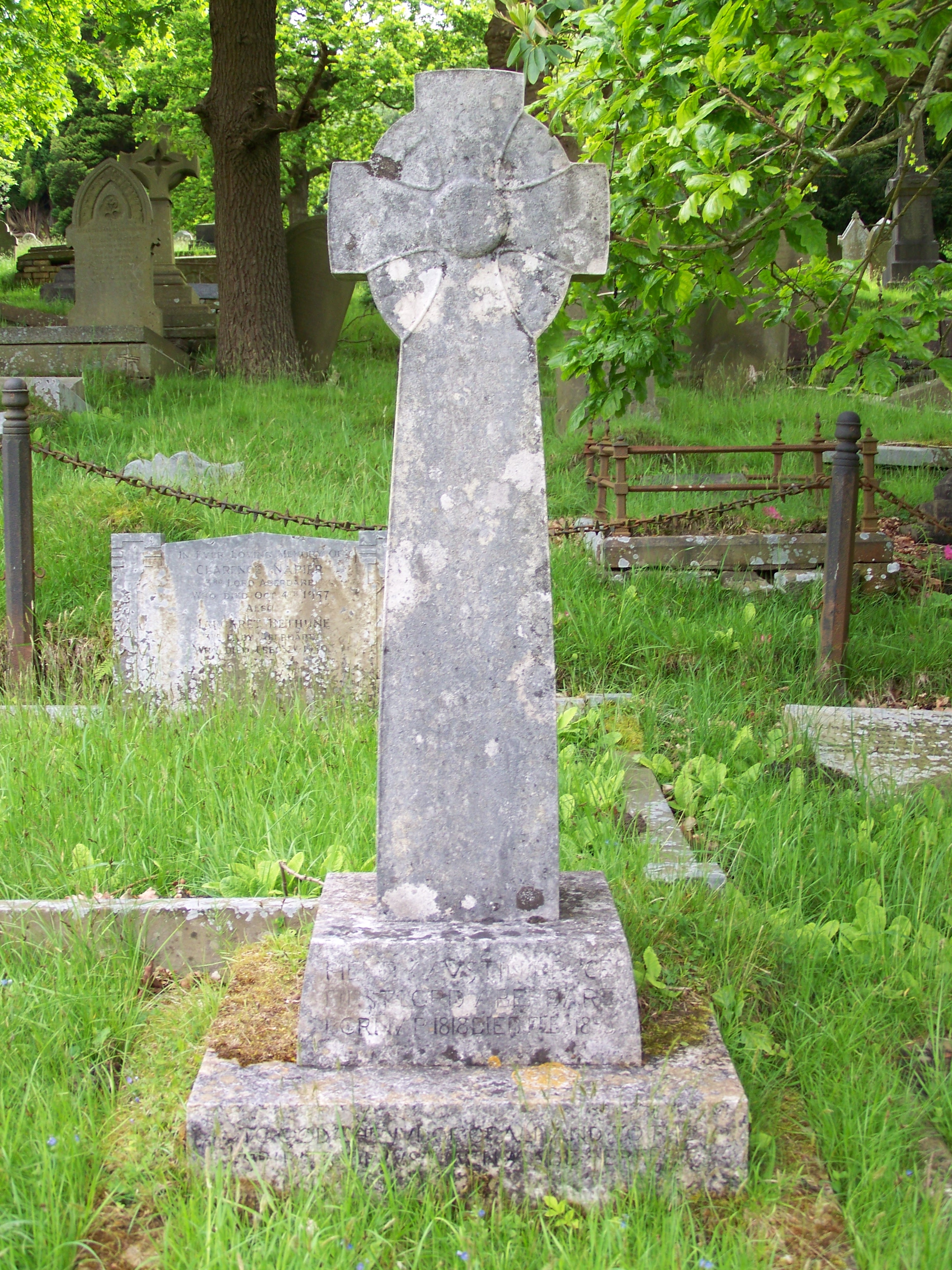
Bruces Grab auf dem Aberffrwd-Friedhof in Mountain Ash, Wales

Die Abwahl der liberalen Regierung im Folgejahr beendete Lord Aberdares öffentliches politisches Leben, in der Folge widmete er sich vor allem Aufgaben aus dem sozialen Bereich, dem Erziehungswesen sowie Wirtschaftsfragen. 1876 wurde er zum Mitglied der Royal Society gewählt, 1878 bis 1891 war er Präsident der Royal Historical Society. 1881 übernahm er das Präsidentenamt sowohl der Royal Geographical Society als auch des Girls’ Day School Trust. 1888 stand er der Kommission vor, die die Official Table of Drops für öffentliche Hinrichtungen einführte, um einen schnellen und schmerzlosen Tod der Verurteilten zu gewährleisten.
1882 begann er, Verbindungen nach Westafrika aufzubauen, die er für den Rest seines Lebens pflegen sollte. Er übernahm den Posten eines Chairman der von Sir George Taubman Goldie begründeten National African Company, die 1886 unter dem Namen Royal Niger Company eine eigene Charta erhielt und 1899 von der britischen Regierung übernommen wurde, wobei die Gebiete zum Protektorat Nigeria wurden. Neben seinen westafrikanischen Aktivitäten betrieb er 1894 die Konstitution einer Charta für die University of Wales in Cardiff. Lord Aberdare, der 1885 als Knight Grand Cross in den Order of the Bath aufgenommen worden war, war Präsident verschiedener Royal Commissions.

## Familie

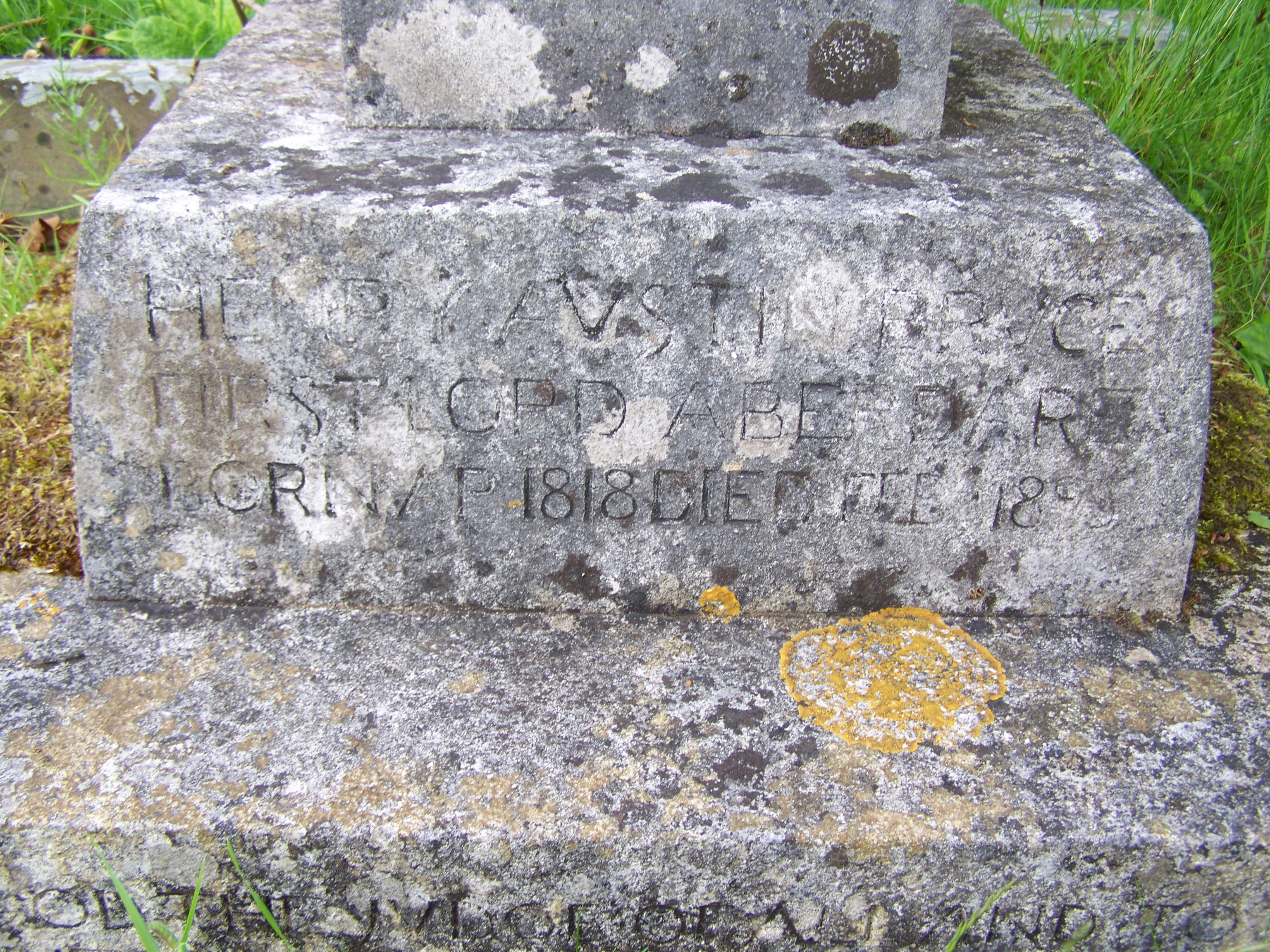
Erinnerungstafel an Bruces Grabstätte

In erster Ehe heiratete Henry Bruce 1846 Annabella, die Tochter von Richard Beadon. Sie hatten gemeinsam einen Sohn und drei Töchter. Nach ihrem Tod im Juli 1852 heiratete er in zweiter Ehe Norah Creina Blanche, die Tochter des Historikers William Francis Patrick Napier, dessen Biographie er herausgab. Sie hatten zwei Söhne und sieben Töchter, der jüngste Sohn war der Bergsteiger Charles Granville Bruce. Den Titel Baron Aberdare erbte bei seinem Tod sein einziger Sohn aus erster Ehe Henry. Seine Frau Norah Creina Blanche starb im April 1897.
Henry Bruces Grabstätte liegt auf dem Aberffrwd-Friedhof in Mountain Ash in Wales. Sein großes Familiengrab ist von einer Kette umgeben, sein Grabstein besteht aus einem einfachen keltischen Kreuz. Er trägt die Inschrift „To God the Judge of all and to the spirits of just men more perfect.“.

## Ehrungen
Im Archipel Franz-Josef-Land wurden die Bruce-Insel und der Aberdare-Kanal nach ihm benannt.